# Louise Maravalová
Louise Maraval (nar. 31. července 2001 Cholet) je francouzská atletka, vynikající zejména v běhu na 400 metrů hladce i přes překážky. Roku 2023 a znovu roku 2024 vyhrála mistrovství Francie ve 400 m přes překážky a roku 2024 získala stříbro na mistrovství Evropy. Téhož roku na LOH v Paříži se účastnila tří finálových běhů.

## Kariéra
Jejím domovským klubem je Entente Sèvre v Saint-Laurent-sur-Sèvre v departementu Vendée.
Prvním jejím velkým mezinárodním úspěchem bylo týmové druhé místo ve štafetě 4x400 metrů na juniorském mistrovství Evropy roku 2021. Tamtéž se účastnila i sedmiboje, kde skončila osmá.
Jako její nejsilnější disciplína se vyprofiloval běh na 400 metrů překážek, ve kterém na následujícím ME do 23 let v roce 2023 získala první samostatnou medaili z vrcholného turnaje, opět stříbrnou. Ještě lépe se ale zapsala v ženské štafetě 4x400 metrů, kde strhujícím finišem vytáhla francouzský tým ze čtvrtého na první místo.
Roku 2024 se představila na „domácí“ olympiádě v Paříži, kde se třikrát probojovala do finále – běhu na 400 metrů překážek (8.), ženské štafety 4x400 metrů (5.) a smíšené štafety 4x400 metrů. Jejím zatím největším úspěchem je druhé místo na ME v Římě v běhu na 400 metrů překážek.
Její rekordní čas ve 400 m překážek prozatím činí 53,71 sekund (z 30. června 2024).
Patří mezi nemnoho vrcholových atletek, které závodí v dioptrických brýlích.